# Ahmad Shah Abdali 4-day Tournament 2024/25
Das Ahmad Shah Abdali 4-day Tournament 2024/25 war die siebte Saison des nationalen First-Class-Cricket-Wettbewerbes in Afghanistan, der vom 16. September bis zum 26. Oktober 2024 ausgetragen wurde. Im Finale konnten sich die Pamir Legends mit 111 Runs gegen Maiwand Champions durchsetzen.

## Format
Die Mannschaften spielten in einer Division gegen jede andere jeweils zwei Spiele. Für einen Sieg erhielt ein Team zunächst 14 Punkte; sollte die Siegesmannschaft auch den ersten Innings gewonnen haben, dann erhielt das Team 20 Punkte. Falls eine Mannschaft das Spiel verloren hatte, aber den ersten Innings gewonnen, dann erhielt diese Mannschaft 6 Punkte. Sollte kein Ergebnis erreicht werden und das Spiel in einem Remis enden, zählten die Resultate nach dem ersten Innings. Dabei gab es 13 Punkte für einen Sieg und 7 Punkte im Falle einer Niederlage. Könnte ein Spiel nicht beendet werden, dann erhielten beide Mannschaften 10 Punkte. Des Weiteren war es möglich, dass Mannschaften Punkte abgezogen bekommen, wenn sie beispielsweise zu langsam spielten oder der Platz nicht ordnungsgemäß hergerichtet war. Am Ende der Saison wurde ein Finale der besten beiden Mannschaften ausgetragen, dessen Sieger der Gewinner des Ahmad Shah Abdali 4-day Tournaments wurde.

## Resultate
Tabelle
| Teams              | Sp. | S | N | U | R | WLF | LWF | DWF | DLF | ND | Bat | Bwl | Punkte |
| ------------------ | --- | - | - | - | - | --- | --- | --- | --- | -- | --- | --- | ------ |
| Maiwand Champions  | 6   | 5 | 1 | 0 | 0 | 0   | 0   | 0   | 0   | 0  | 6   | 11  | 117    |
| Pamir Legends      | 6   | 3 | 3 | 0 | 0 | 0   | 0   | 0   | 0   | 0  | 9   | 12  | 81     |
| Mah-e-Par Stars    | 6   | 2 | 3 | 0 | 0 | 1   | 0   | 0   | 0   | 0  | 5   | 6   | 65     |
| Hindukush Strikers | 6   | 1 | 4 | 0 | 0 | 0   | 1   | 0   | 0   | 0  | 4   | 2   | 32     |

Sieg: 20 Punkte; Remis: 0 Punkte
Spiele
| 16. – 19. September Scorecard | Dschalalabad | Hindukush Strikers 196 (57.4) & 141 (37.1) | – | Mah-e-Par Stars 280 (73) & 58-0 (10.1) |
|                               |              | Mah-e-Par Stars gewinnt mit 10 Wickets     |   |                                        |

| 16. – 19. September Scorecard | Nangarhar | Maiwand Champions 276 (56.1)                            | – | Pamir Legends 43 (14.5) & 159 (40.1) (f/o) |
|                               |           | Maiwand Champions gewinnt mit einem Innings und 74 Runs |   |                                            |

| 22. – 25. September Scorecard | Dschalalabad | Maiwand Champions 492 (123.5) & 222-6d (46.1) | – | Mah-e-Par Stars 261 (79.2) & 198 (59.2) |
|                               |              | Maiwand Champions gewinnt mit 255 Runs        |   |                                         |

| 22. – 25. September Scorecard | Nangarhar | Hindukush Strikers 376 (85.3) & 291 (66.5) | – | Pamir Legends 294 (103.5) & 177 (50.5) |
|                               |           | Hindukush Strikers gewinnt mit 196 Runs    |   |                                        |

| 28. September – 1. Oktober Scorecard | Dschalalabad | Maiwand Champions 173 (63.4) & 158 (51.3) | – | Hindukush Strikers 146 (43.2) & 156 (37) |
|                                      |              | Maiwand Champions gewinnt mit 29 Runs     |   |                                          |

| 28. September – 1. Oktober Scorecard | Nangarhar | Mah-e-Par Stars 191 (57.5) & 264 (58.4)              | – | Pamir Legends 668-9d (166.3) |
|                                      |           | Pamir Legends gewinnt mit einem Innings und 213 Runs |   |                              |

| 5. – 8. Oktober Scorecard | Dschalalabad | Maiwand Champions 199 (49.3) & 183 (46.1) | – | Pamir Legends 123 (54.5) & 250 (86.1) |
|                           |              | Maiwand Champions gewinnt mit 9 Runs      |   |                                       |

| 5. – 8. Oktober Scorecard | Nangarhar | Mah-e-Par Stars 355 (89.2) & 265 (93) | – | Hindukush Strikers 362 (65.5) & 219 (50.1) |
|                           |           | Mah-e-Par Stars gewinnt mit 39 Runs   |   |                                            |

| 10. – 13. Oktober Scorecard | Dschalalabad | Pamir Legends 667-9d (144)                           | – | Mah-e-Par Stars 178 (40) & 213 (44.5) (f/o) |
|                             |              | Pamir Legends gewinnt mit einem Innings und 276 Runs |   |                                             |

| 10. – 13. Oktober Scorecard | Nangarhar | Maiwand Champions 396-9d (112) & 271 (65.2) | – | Hindukush Strikers 174 (46) & 150 (32) |
|                             |           | Maiwand Champions gewinnt mit 343 Runs      |   |                                        |

| 16. – 19. Oktober Scorecard | Dschalalabad | Pamir Legends 355 (92.1)                            | – | Hindukush Strikers 68 (14.5) & 193 (32.3) (f/o) |
|                             |              | Pamir Legends gewinnt mit einem Innings und 94 Runs |   |                                                 |

| 16. – 19. Oktober Scorecard | Nangarhar | Maiwand Champions 104 (25.2) & 214 (47) | – | Mah-e-Par Stars 253 (80) & 69-3 (17.1) |
|                             |           | Mah-e-Par Stars gewinnt mit 7 Wickets   |   |                                        |

### Finale
| 22. – 26. Oktober Scorecard | Dschalalabad | Pamir Legends 270 (79.4) & 304 (96.3) | – | Maiwand Champions 218 (64.4) & 245 (69.2) |
|                             |              | Pamir Legends gewinnt mit 111 Runs    |   |                                           |